# 頭城開成寺城隍廟
24°51′20″N 121°49′19″E / 24.855668°N 121.821810°E
頭城開成寺城隍廟，是位於臺灣宜蘭縣頭城鎮新建里的觀音寺兼城隍廟，主祀觀音菩薩、安溪城隍，配祀吳沙，並在農曆七月三十會舉行搶孤活動。

## 沿革

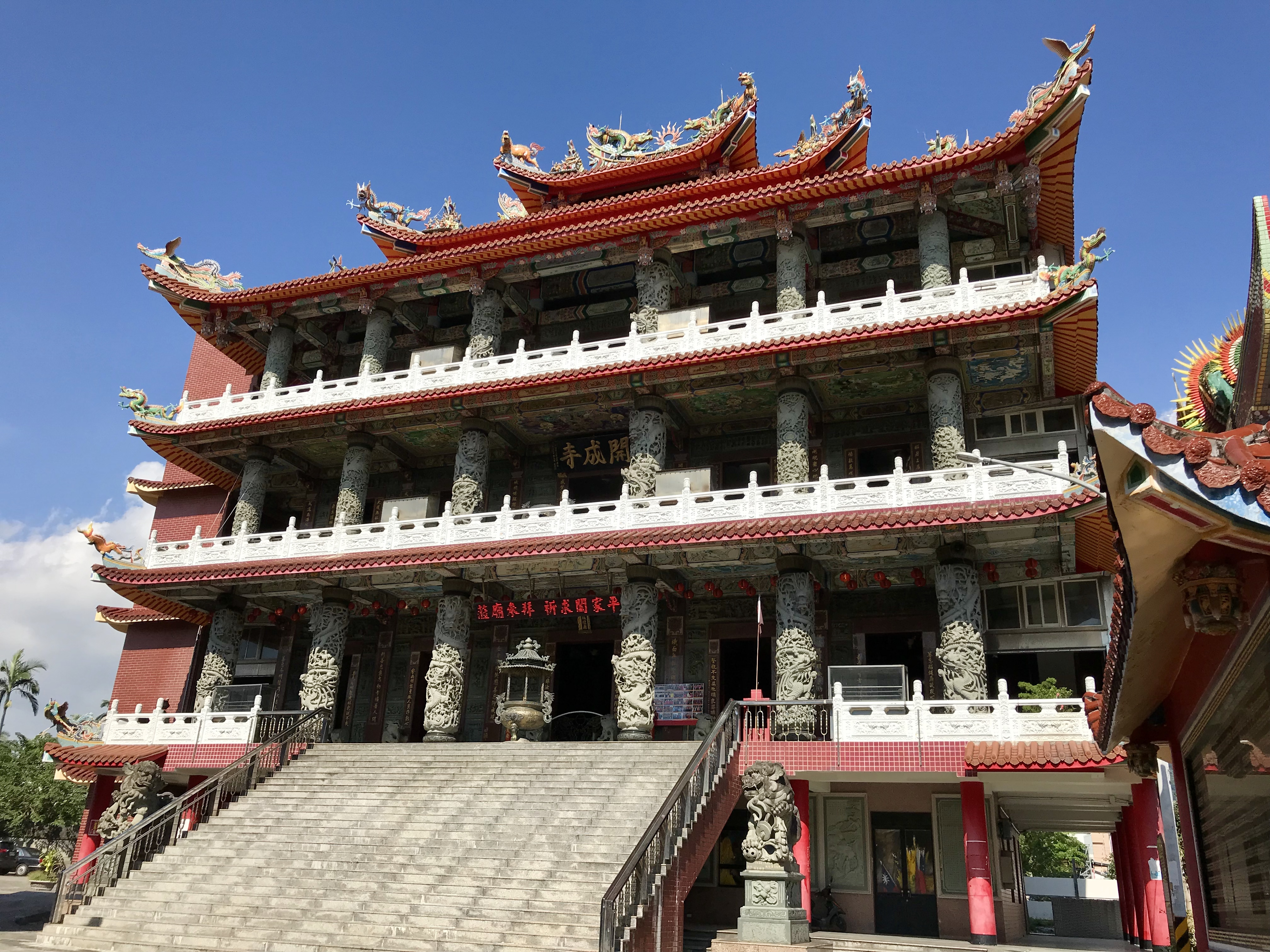
廟身

相傳此寺觀音神像是嘉慶元年（1796年）吳沙率先民開墾時攜帶而來，於今福德坑溪鐵路橋下附近草建茅廬恭奉。嘉慶二年（1797年）建廟，稱為「佛祖廟」。翌年，吳沙逝去，民眾在嘉慶四年（1799年）於此寺右側建吳沙祠，數年後又建左殿奉大眾爺，稱「大眾爺廟」。
道光二十五年（1845年），福德坑溪水暴漲，拾獲一尊被視為安溪城隍的神像，遂迎奉至佛祖廟同祀。
咸豐八年（1858年），頭圍縣丞王兆鴻在烏石港前建立昭績碑，同時將鄉勇骨骸收集，在寺旁建立開蘭英靈祠，每年農曆七月十三日舉辦祭典。
同治三年（1864年）佛祖廟與開蘭英靈祠同遭洪水毀去，翌年於現址重建並更名為「開成寺」。同治五年（1866年）獲贈「慈雲普被」匾。同治十一年（1872年）開成寺左側建昭德祠，附祀楊廷理、吳沙、賴柯基、許天送、林漢中、張德明、何長興、趙隆盛、柯有成、吳翼飛、黃君佐、林朝瑞等祿位。該年獲贈「法雨培蘭」匾。
1903年，新建將軍廟乩童說城隍爺盼信眾能為祂另外建廟，於是仕紳林讚武、林振立、吳石成、吳瑞、吳成坤、李秀、鄒旺、黃枝元、陳兩等人籌募，但工程耽擱，直到1920年正月初六，頭城城隍廟才於開成寺鄰地落成晉座。因福德坑溪興建了堤防，原先緊鄰福德坑溪河道的鳳萊市集改到開成寺暨城隍廟前廣場。
1989年，頭城開成寺、頭城城隍廟管委會決定合併兩廟。該年10月拆除舊廟，廟方增購260餘坪土地讓建坪達660坪。1994年4月末，兩廟放置於臨時鐵皮屋的百年歷史神像遭竊，其中城隍廟損失董排爺兩尊、七爺八爺各一尊、文武判各一尊、城隍夫人二尊和註生娘娘一尊，而開城寺損失觀音菩薩一尊。

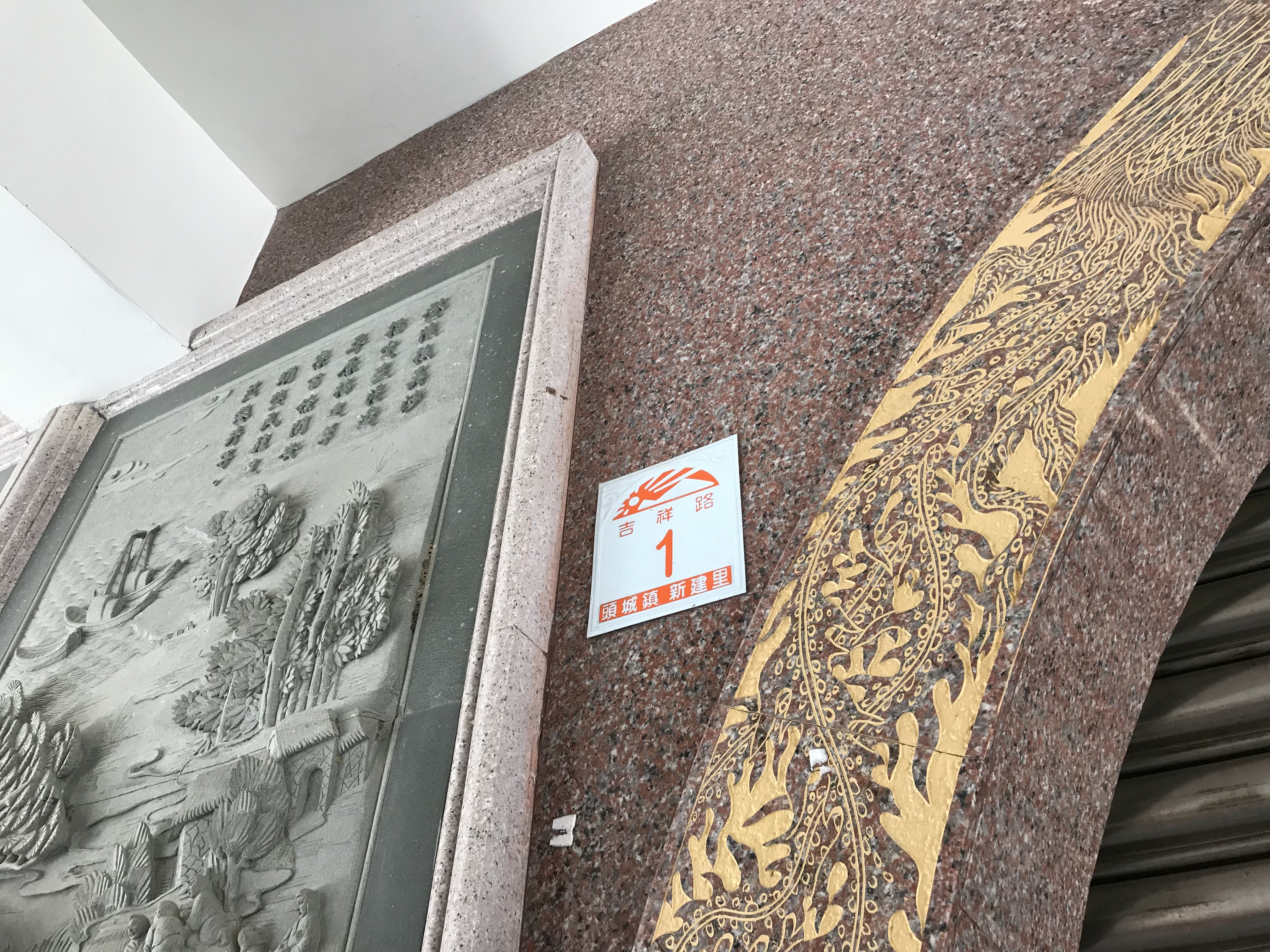
廟在新建里吉祥路1號

1998年10月14日10點30分，舉行落成典禮，縣府主秘陳源發、民政局長陳木水、省漁會理事長鄭美蘭、該廟重建委員會主委邱金魚、管理委員會主委莊錫財，以及吳沙第八代孫吳德旺等人等人出席。

## 神像

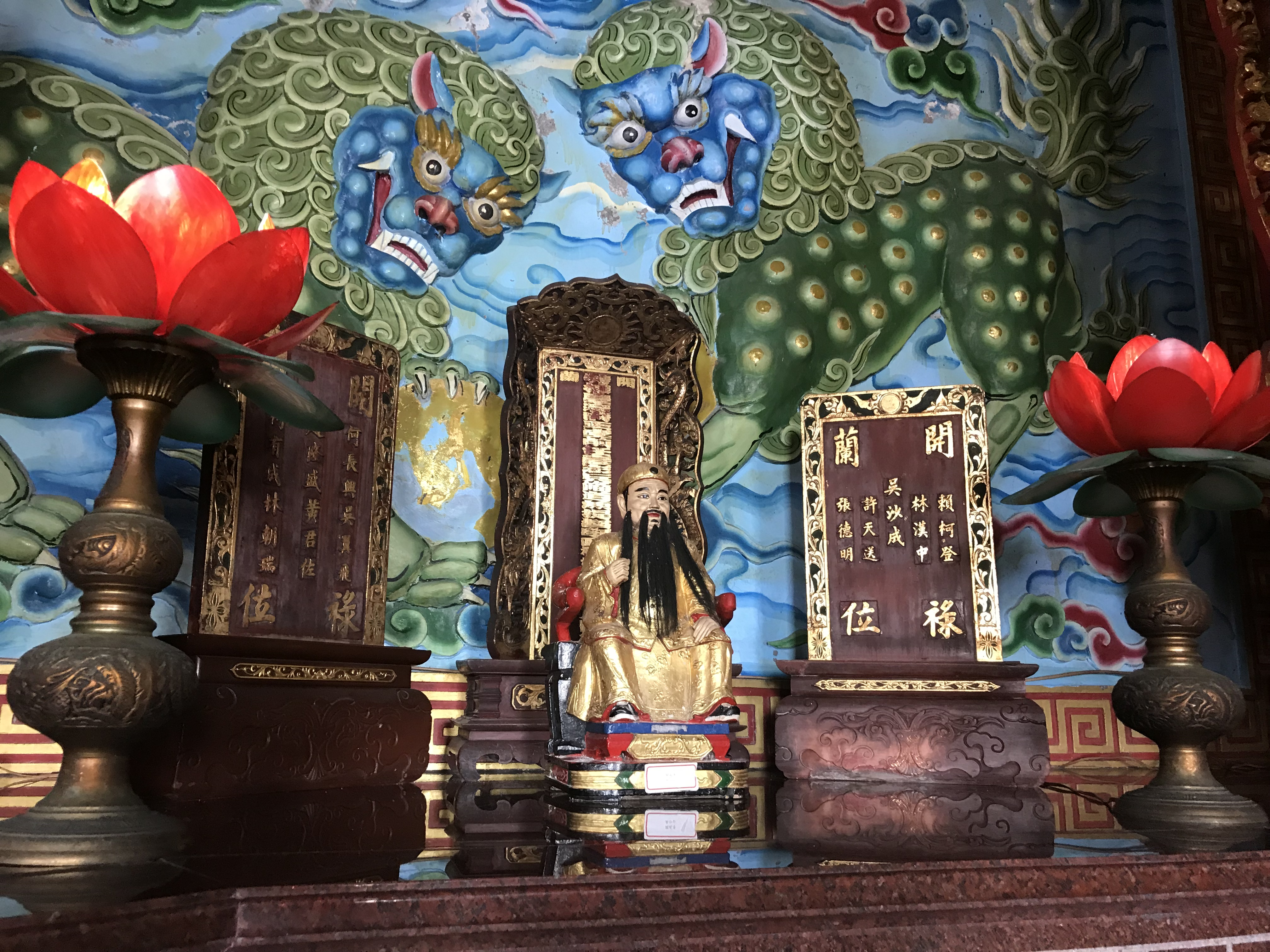
吳沙像

廟方的城隍爺神像有兒女陪祀，為1976年龍年時信徒所贈，兒子就有七位，因有人認為不能重男輕女，又加塑了三位女兒神像。
陪祀城隍爺的六房科神像據傳是頭城的羅阿忠所雕製。2005年10月21日，任教於大葉大學的李奕興見到後，評價這六尊神像，打破1比4的神像製作比例，以真人身長縮小雕刻，表情、儀態細膩，在台灣非常少見。
屬於此城隍廟系統下之神尪會在2007年蘭陽博物館統計時，有十七個，共擁有二十六尊大神尪。迎春時，廟方的神尪會參與遶境，由兩尊小鬼開路，青爺、白爺緊接在後。

## 普渡
頭城的宗教盛事有頭城大拜拜跟頭城搶孤。而所謂的「頭城搶孤」，實際上是屬於頭城開成寺中元祭典的一個最後活動。
開成寺舉行中元普渡用意與頭城開墾有著相當大的關係，嘉慶年間，吳沙率眾開墾頭圍時造成眾多傷亡，加上傷亡者大多隻身來此開墾，歿後無後代祭祀，地方人士有感於此而舉辦。

### 組織構成
以合稱為「四大柱」、「頂四柱」的主會、主醮、主壇、主普這四職務主要籌辦醮局各事項首要職務，各一人擔任。主會，為醮壇之總監督；主醮，督導道士，負責祭儀者；主壇，負責辦理醮壇之建設與拆除；主普，為普度負責人，辦理普施賑濟者。四大柱下又設副會首、協會首、都會首、讚會首等，稱為「四小柱」、「下四柱」，作為輔助執行。
在斗首方面，有頭城鎮的二十四個里、及礁溪鄉的白雲、玉石二村的代表擔任。1991年復辦搶孤活動，增設斗燈首、進寶首、百福首、民安首、利通首、國泰首、招財首與合會首。原先有水官首，但無承接單位，故予以刪除。其中，百福首為原武陵庄二十九角會爐主負責擔任、合會首由是鎮內攤販組成的新益社爐主擔任、瑞祥首為鎮內肉商、舖爐主擔任。
值年爐主則是一個虛構的「林必盈」的化名。相傳對普渡不滿的孤魂會找上爐主，遂無人敢予承接，故以擬虛名。

### 會場布置
過去都在頭城寺前為醮局與搶孤的會場，但2004年後改於烏石港舉行，開成寺改設主普醮壇一座。除主普設在開成寺外，其餘主會、主醮、主壇此三大柱首的醮壇，分別設在武營里的武營土地公廟前、城南里的南門福德祠後方路、新建里的新建將軍廟前。
農曆七月初一，於會場地舉行設破土典禮，再用竹子作搭棚，將孤棚與飯棚分別搭設於醮壇前方不遠處的左方、右方，孤棚後方設戲臺一座。醮壇前方還豎立燈篙，以召請神靈與孤魂。三清壇要與三清壇相對。大士爺、寒林院、同歸所、金山、銀山、經衣山等紙糊，置於醮壇兩側的堅固遮蔽帳棚中。

### 醮局流程
醮局從日治到2000年間皆由佛門擔任，後因地方信眾倡議，於神前擲筊後換改由正一派道士主持。
| 正一派儀式流程 |                      |                   | |
| 順序           | 時間                 | 儀式名            | 內容 |
| 1              | 農曆七月廿七 下午7點 | 焚香起功 拜發表章 | 經由功曹使者呈送文書表章，通告三界醮典開始，啟請神靈降臨鑑醮。醮典開始後所有人員需茹素持齋，直到第三日的叩答三界、答謝神恩。 |
| 2              | 農曆七月廿八 上午    | 啟請諸神 禮壇朝真 | 醮典第一天一早，先進行啟請儀式，恭迎三清降臨共赴醮壇，由高功道長請九鳳破穢大將軍及眾神降臨壇場，並於壇前焚化稱為「九鳳破穢牒」的牒文，藉助後再依序啟請三界神靈降臨醮壇。此過程為醮典每早首要儀式，第二日、三日稱「重白啟聖」，儀式相同。 |
| 3              | 農曆七月廿八 上午    | 安奉大士 召請孤魂 | 將紙糊的大士爺開光，並連同寒林院、同歸所等紙糊安置於醮壇旁帳棚下，以供斗首信眾祭拜。 |
| 4              | 農曆七月廿八 上午    | 敬發天地榜文      | 張貼寫有各斗首、稱為「龍張鳳篆」的紅紙，及上寫建醮為賑濟孤魂之事的黃紙。 |
| 5              | 農曆七月廿八 上午    | 投廟獻敬          | 道長至祭典區域內各大公廟、各斗首家中，向祀奉之神尊稟告致意醮事開始。 |
| 6              | 農曆七月廿八 上午    | 請水淨壇          | 道長率領斗首於三界壇中，請水神、江神河伯、及四海龍神降臨，宣讀請水牒文，然後將牒文在壇前水桶焚化，再自水桶中取水於壇場內外逐一灑淨。 |
| 7              | 農曆七月廿八 上午    | 安奉灶君          | 安奉九天雲廚、監齋使者降臨，讓祭品得以清淨。 |
| 8              | 農曆七月廿八 下午    | 三官妙經          | 道長禮誦《三官妙經》，宣說鬼魂皈依禮敬三官以求超生。 |
| 9              | 農曆七月廿八 下午    | 北斗真經          | 道長禮誦《北斗真經》，以北斗星君名號懺悔消災。 |
| 10             | 農曆七月廿八 下午    | 星辰寶懺          | 道長禮誦《星辰寶懺》，為斗首信眾向紫微及諸天星辰表達懺悔之意，以此祈求解除災厄，並使眾信善人等元辰光彩。 |
| 11             | 農曆七月廿八 下午    | 三元寶懺          | 道長禮誦《三元寶懺》，藉誠心自揭懺罪以得救贖。 |
| 12             | 農曆七月廿八 下午    | 祝燈延壽          | 道長至斗首安奉的斗燈前，以火照耀所有斗燈，藉此以為各斗首信眾延壽。 |
| 13             | 農曆七月廿八 下午    | 敕水禁壇 掃退氛穢 | 道長手持五雷令，依序模擬青龍、朱雀、白虎、玄武等四靈，然後對以北管《秦瓊倒銅旗》的武戲動作對五方施以結界。 |
| 14             | 農曆七月廿九 上午    | 早啟重白          | 再啟請神靈降臨鑑醮。 |
| 15             | 農曆七月廿九 上午    | 早朝演教 禮壇朝真 | 謁度人三十二天上帝，大致分為上香請神、入意、入戶、上五老香、發爐、請九御、獻供、飛罡進表、轉誦《度人經》、復爐、上五老香、出戶、謝師聖、下壇。 |
| 16             | 農曆七月廿九 上午    | 午朝行道 玉樞寶經 | 謁九天應元雷聲普化天尊，分為上香請神、入意、宣牒、入戶、上五老香、發爐、請九御、獻供、召四靈、封艮方、飛罡進表、轉誦《玉樞經》、復爐、上五老香、出戶、謝師聖、下壇。 |
| 17             | 農曆七月廿九 下午    | 晚朝演教 北斗真經 | 謁中天大聖北斗九皇星君，分為上香請神、入意、入戶、上五老香、發爐、請九御、獻供、飛罡進表、轉誦《北斗經》、復爐、上五老香、出戶、謝師聖、下壇。 |
| 18             | 農曆七月廿九 下午    | 解冤釋結          | 兩位道長立於三界桌兩旁，一位宣說世人能犯下的罪行，另一位帶領信眾向解冤赦罪天尊懺罪。另有一位道士帶信眾繞行壇場，並於三界桌前燒化《解運經》在水桶上，對桶投幣祈福。 |
| 91             | 農曆七月廿九 下午    | 燃放水燈          | 道長帶信眾到竹安溪出海口，在海水退潮時放水燈，邀請水中孤魂上岸參與隔日下午的普度施食。 |
| 20             | 農曆七月廿九 下午    | 開啟延香 滿壇異香 | 兩位道長祝香，動作稱為「三進宮」。 |
| 21             | 農曆七月三十 上午    | 叩答三界 答謝神恩 | 即民俗所稱的「拜天公」，道長依序迎請三界眾神及地方公廟神祇，於三界眾神前宣讀疏文，稟告本次醮典捐輸者姓名，以求降福，並以牲禮祭品酬謝神恩。此儀式後即可解禁茹素。 |
| 22             | 農曆七月三十 上午    | 宿朝入醮 宣科祭酒 | 醮典的最後朝科為宿朝，但不像其他朝科有轉頌經典的儀式，朝謁天曹泰皇萬福真君，旨在啟請作為醮典功果之證明，由道長代呈醮主及斗首祈願。 |
| 23             | 農曆七月三十 下午    | 洪文夾讚          | 道長兩人以對答合韻方式演誦《玉樞經》，向斗首信眾宣揚道法。 |
| 24             | 農曆七月三十 下午    | 祭拜吳沙公        | 普迎請吳沙於壇內進行祭祀，並由祭典協會理事長代表上香。 |
| 25             | 農曆七月三十 下午    | 犒兵賞將          | 以牲禮祭品叩謝醮壇中護壇官將。 |
| 26             | 農曆七月三十 下午    | 皇鼓齊掛 座棚鬧樂 | 又稱「鬧作棚」，在作棚上吹奏北管營造熱鬧氣氛。隨即將大士爺與相關紙糊，由皮鼓、嗩吶帶隊前往安放處，稱「大士出巡」。 |
| 27             | 農曆七月三十 下午    | 請師登座 巡案淨孤 | 祭典協會理事長恭請主法道長登台主持普施，隨即由主普帶道團至大士爺前，召請五方孤魂，再由主普帶領道團及各首士巡普度場以及飯棚、孤棚處。 |
| 28             | 農曆七月三十 下午    | 登台賑濟 普施幽靈 | 戴五老冠的道長登壇，代表東宮慈父太乙救苦天尊，以奏板架橋，表示引度孤魂至此接受賑濟，隨後於救苦台上宣《十傷符》，以救濟因十傷而亡的孤魂，再配合咒法、口訣等，將祭品逐一向四周拋擲，表施食賑孤之意。 |
| 29             | 農曆七月三十 下午    | 進包仔香          | 道長唱念二十四首《刀兵偈》，每唱念一首則於包仔上插上一炷香，共計二十四首。唱誦後再讀孤魂牒，讀畢將牒文與招魂幡繞插於包仔香上，在於牒文中放入花米，作最後的施食，再將包仔香交給理事長祭典協會理事長。由理事長手持包仔香向老大公行禮祭拜，並將包仔香放於孤棚上後，又將孤棚上五牲轉向，代表普度到此結束。包仔香進後，再由道長念口訣遣散孤魂，最後再將金紙與大士爺等普度所用紙糊物品予以焚化。 |
| 30             | 農曆七月三十 下午    | 敕符謝壇          | 道士手持白雞與白鴨，以白雞冠血取極陽之意，再以白鴨取其同音「押」之意，押退神煞並敕符令。 |
| 31             | 農曆七月三十 下午    | 叩謝燈篙 奉送聖駕 | 敕符後由手持七星劍的道士來至燈篙處，降下燈篙上所有旗幟燈號，並朝陽竿與陰竿燈篙各砍三下，代表已完成召請神靈的任務。之後，道士於三清壇前逐一奉送神靈回鑾。 |
| 32             | 農曆七月三十 下午    | 鍾馗押孤          | 此儀式意義在於雖醮典已結束，擔心仍有孤魂滯留於孤棚，因而由鍾馗驅趕孤魂，使搶孤得以順利進行。戲臺上準備北斗星君與南斗星君斗燈，並在兩斗中間設置西秦王爺祖師斗。由扮演鍾馗者手持草席打戲臺四方，以白雞血敕符令，並以鐵釘將活白雞釘於戲臺上，再以白鴨作押送孤魂回歸。以鍾馗演員向四方撒完塩米，在戲臺前將放塩米的磁碗摔破為表演結束。 最後，搶孤開始。                                        |

### 搶孤活動
早期，頭城慶元宮前原有碼頭，大坑里的船家可提供帆船桅桿作為搭設孤棚之用，造成頭城搶孤的孤棚都比其他地方高大。再加上因頭城在宜蘭歷史發展上具有特殊的歷史意義和價值、及吳沙的拓墾，造就了頭城特有的搶孤結構和樣態。
有宜蘭傳說故事是楊士芳年少時，從宜蘭徒步趕到頭城看搶孤，當快走頭城時，因草鞋打腳，索性藏在路邊田野的林投樹下，準備回程時尋回再穿。後，有一群野鬼經過，見一小鬼就地蹲在該樹下不肯走，就對小鬼催促為何不去搶食。林投樹下的小鬼卻鄭重說，土地公臨時交付任務，負責看管一位官老爺的鞋子。後來林投樹下，便是楊士芳的墓地。
關於清治時期頭城搶孤的活動樣貌，在《噶瑪蘭志略》和《噶瑪蘭廳志》均缺乏明確的記載。直到日治時期，其記載、報導及研究等就陸陸續地展現出來。如1935年9月8日《台灣日日新報》的報導特別以「全島唯一」為標題，之後1936年增田福太郎、與1937年鈴木清一郎也前來觀察、記錄。在日治時期，已具有觀光、休閒及遊樂的性質，如台北宜蘭鐵路會加開臨時列車，日本警察也會出來指揮交通，專賣品零售業者也搭上相關的商業廣告活動。然而，隨著皇民化運動，該活動被壓制。
戰後，1946年，首任鄉長盧纘祥倡議復辦搶孤。該年農曆七月三十日深夜的搶孤，發生一死一傷，次年加裝安全網卻仍傳出意外，鎮長黃竹旺因而停辦。1949年代表會持續辦理搶孤籌備時，臺北縣政府宜蘭區署命令停止搶孤。
1991年，強調文化立縣的宜蘭縣長游錫堃，為紀念吳沙開墾宜蘭195週年，舉行了噶瑪蘭人返鄉尋根活動等活動，並決定復辦頭城搶孤。1991年開始復辦三年後停辦，1996年再復辦一次後又停辦七年，直到2004年復辦。
2006年報導，崁頂鄉地方人士曾數度往頭城搶孤儀式，希望屏東縣府及中央能有經費來恢復北院廟的搶孤儀式。